# 高橋巌 (実業家)
髙橋 巖（たかはし いわお、1953年1月26日 - ）は、日本の実業家。株式会社ホーブ創業者で、同社代表取締役社長を経て、代表取締役会長。

## 人物・来歴
大分県別府市生まれ。大分県立別府鶴見丘高等学校を経て、静岡大学農学部でメロンを専攻した。1977年静岡大学農学部園芸学科卒業。1979年金印わさび株式会社入社。1983年同社網走研究所所長。1987年株式会社ホーブ設立、同社代表取締役社長就任。1997年株式会社西村代表取締役社長。1998年株式会社西村代表取締役会長。2001年株式会社ホーブと株式会社西村を合併。2013年株式会社ホーブ代表取締役会長。同年事業の多角化のために株式会社ジャパンポテトを買収し、同社代表取締役社長に就任。2014年株式会社ホーブ21代表取締役社長。2015年株式会社ジャパンポテト代表取締役会長。